# Dabbajra
Dabbajra je v současnosti neaktivní štítová sopka, nacházející se v západní části Afarské pánve v Etiopii.
Je to nejzápadněji umístěný vulkán Afarské pánve. Sopka je tvořena převážně čedičovými horninami. Více prokřemeněné (horniny s vyšším obsahem SiO2) jsou vulkanické produkty (dómy a lávové proudy), soustředěné podél hřbetu sopky.